# Ortopinakiolite
L'ortopinakiolite è un minerale.